# شانون ماكنالي
شانون ماكنالي (بالإنجليزية: Shannon McNally)‏ هي ملحنة وموسيقية ومغنية وكاتبة أغاني ومغنية مؤلفة أمريكية، ولدت في 17 مارس 1973 في هيمبستيد في الولايات المتحدة.

## وصلات خارجية
- شانون ماكنالي على موقع ميوزك برينز (الإنجليزية)
- شانون ماكنالي على موقع أول ميوزيك (الإنجليزية)
- شانون ماكنالي على موقع ديسكوغز (الإنجليزية)